# Olaya Pérez Pazo
Olaya Pérez Pazo (7 de junho de 1983) é uma jogadora de vôlei de praia venezuelana.

## Carreira
Nos Jogos Olímpicos de Verão de 2016 ela representou  seu país ao lado de Norisbeth Agudo, caindo na repescagem.juntas competiram nos Jogos Sul-Americanos de Praia de 2014 em La Guaira e conquistaram a inédia medalha de pratae bronze nos Jogos Centro-Americanos e do Caribe  sediados em Veracruz